# San Rafael (Kostaryka)
San Rafael de Oreamuno – miasto w Kostaryce; w prowincji Cartago w kantonie Oreamuno; 26 500 mieszkańców (2006). Przemysł spożywczy, włókienniczy.